# Ethelbald Bluff
Das Ethelbald Bluff ist ein Kliff aus Vulkangestein auf der westantarktischen Alexander-I.-Insel. Es bildet das westliche Ende der verästelten Bergkämme, die sich vom Belemnite Point nach Westen erstrecken.
Das UK Antarctic Place-Names Committee benannte das Kliff am 29. April 1997 nach Ethelbald (834–860), König von Wessex von 858 bis zu seinem Tod.